# Troféu HQ Mix de melhor publicação em minissérie
Publicação em minissérie é uma das categorias do Troféu HQ Mix, premiação brasileira dedicada aos quadrinhos que é realizada pela Associação dos Cartunistas do Brasil (ACB) e pelo Instituto do Memorial das Artes Gráficas do Brasil (IMAG) desde 1989.

## História
A categoria "Minissérie estrangeira" foi criada na primeira edição do Troféu HQ Mix, em 1989, com o objetivo de premiar obras em quadrinhos publicadas de forma completa em mais de uma edição, exclusivamente voltada para a edição brasileira de obras estrangeiras. Em 1999, 2001 e 2002, houve também a categoria "Minissérie nacional" para as obras brasileiras.
Em 2004, parou de haver oficialmente categorias distintas para obras nacionais e estrangeiras, passando a categoria a se chamar apenas "Minissérie". Ela foi extinta em 2008 e retornou apenas em 2016. Em 2017, teve o nome alterado para "Publicação em minissérie".

## Vencedores e indicados
| Ano  | Obra                                                | Autor(es)                                           | Editora                                             | País de origem | Outros indicados | Notas         |
| ---- | --------------------------------------------------- | --------------------------------------------------- | --------------------------------------------------- | -------------- | --- | ------------- |
| 2004 | Ronin                                               | Frank Miller                                        | Opera Graphica                                      | Estados Unidos | | [ 4 ]         |
| 2005 | 1602                                                | Neil Gaiman e Andy Kubert                           | Panini                                              | Estados Unidos | | [ 8 ]         |
| 2006 | Superman - identidade secreta                       | Kurt Busiek e Stuart Immonem                        | Panini                                              | Estados Unidos | - Arthur – Uma Epopéia Celta (Ediouro) - Conan - Os Demônios de Khitai (Mythos) - Crise de Identidade (Panini) - Ring – O Chamado (Conrad) - Wanted – Procurado (Mythos) - Wolverine – O Fim (Panini) | [ 9 ] [ 10 ]  |
| 2007 | Adolf                                               | Osamu Tezuka                                        | Conrad                                              | Japão          | - Conan - Hinos dos Mortos (Mythos) - Crise de Identidade (Panini) - DC - A Nova Fronteira (Panini) - Dinastia M (Panini) - Lanterna Verde – Renascimento (Panini) - Superman/Shazam - O Primeiro Trovão (Panini) | [ 11 ] [ 12 ] |
| 2008 | Fábulas - 1001 noites                               | Bill Willingham e vários desenhistas                | Pixel                                               | Estados Unidos | - 52 (Panini) - A Saga do Tio Patinhas (Abril Jovem) - Eternos (Panini) - Ex Machina - Símbolo (Pixel) - Guerra Civil (Panini) - Justiça (Panini) | [ 5 ] [ 13 ]  |
| 2016 | Ditadura no Ar #4                                   | Raphael Fernandes e Abel                            | independente                                        | Brasil         | - Acordes – Volume 2 – DEVIR - All You Need Is Kill # 2 – JBC - Demolidor – Fim dos Dias – Volume 1 – PANINI - O árabe do futuro – Uma juventude no Oriente Médio (1978-1984) – INTRÍNSECA - O Beijo Adolescente 3 – Narval Comix - Saga – Volume 2 – DEVIR - Sandman – Prelúdio # 1, 2 – PANINI - Zero Eterno # 1, 2, 3, 4, 5 – JBC | [ 6 ] [ 14 ]  |
| 2016 | Pátria Armada # 1, 2                                | Klebs Junior                                        | Instituto HQ                                        | Brasil         | - Acordes – Volume 2 – DEVIR - All You Need Is Kill # 2 – JBC - Demolidor – Fim dos Dias – Volume 1 – PANINI - O árabe do futuro – Uma juventude no Oriente Médio (1978-1984) – INTRÍNSECA - O Beijo Adolescente 3 – Narval Comix - Saga – Volume 2 – DEVIR - Sandman – Prelúdio # 1, 2 – PANINI - Zero Eterno # 1, 2, 3, 4, 5 – JBC | [ 6 ] [ 14 ]  |
| 2017 | Quack - Volume 3                                    | Kaji Pato                                           | Draco                                               | Brasil         | - ANOHANA 03 (JBC) - CRÔNICAS DE UM MUNDO MORTO (Vox Mortis Comics) - ECLESIÁTICO MANGÁ (Editora 100% Cristã) - EDEN – ITS AN ENDLESS WORLD 09 (JBC) - GREG – O CONTADOR DE HISTÓRIAS Criativo Editora - MINISSÉRIE – GUERRAS SECRETAS (PANINI) - ORANGE 05 (JBC) - PARASYTE 10 (JBC) - PÁTRIA ARMADA 03 (Instituto HQ) | [ 7 ] [ 15 ]  |
| 2018 | Xampu                                               | Roger Cruz                                          | Panini                                              | Brasil         | - Samurai 7 – Akira Kurosawa - Your Name | [ 16 ] [ 17 ] |
| 2019 | Greg - o contador de histórias                      | Marcio R. Gotland                                   | Náutilo HQ                                          | Brasil         | - Face Oculta - Império Secreto - Inspetor Akane Tsunemori – Psycho Pass - Memories - Providence - Wander – Puberdade ainda que tardia - X-Men Inferno - Your Name | [ 18 ] [ 19 ] |
| 2020 | Akira nº 6 Katsuhiro Otomo / JBC                    | Akira nº 6 Katsuhiro Otomo / JBC                    | Akira nº 6 Katsuhiro Otomo / JBC                    | Japão          | - Boa Noite Punpun nº 7 (Inio Asano / JBC) - Bone nº 3 (Jeff Smith / Todavia) - Erased nº 9 (Kei Sanbe / JBC) - Little Witch Academia nº 3 (Terio Teri / JBC) - Monstruário Volume 2 (Lucas Oda e Mario Cau / Jupati) - O Marido do Meu Irmão (Gengoroh Tagame / Panini Comics) - Rosa de Versalhes (Riyoko Ikeda / JBC) - Senhor Milagre (Tom King e Mitch Gerads / Panini Comics) - Tengu (Lucas Pereira e Frank William / independente) | [ 20 ] [ 21 ] |
| 2021 | Recado a Adolf nº 1 Osamu Tezuka / Pipoca & Nanquim | Recado a Adolf nº 1 Osamu Tezuka / Pipoca & Nanquim | Recado a Adolf nº 1 Osamu Tezuka / Pipoca & Nanquim | Japão          | - A Grande Odalisca: Olympia (Bastien Vivès, Florent Ruppert e Jérôme Mulot / Pipoca & Nanquim) - Alfa: A Primeira Ordem nº 2 (Vários autores / Kimera) - Batman: A Maldição do Cavaleiro Branco (Sean Murphy e Matt Hollingsworth / Panini Comics) - Fire Punch (Tatsuki Fujimoto / JBC) - I Sold My Life For Ten Thousand Yen Per Year nº 1 (Shouichi Taguchi e Sugaru Miaki / JBC) - O Relógio do Juízo Final (Geoff Johns e Gary Frank / Panini Comics) - Satsuma Gishiden: Crônicas dos Leais Guerreiros de Satsuma nº 1 (Hiroshi Hirata / Pipoca & Nanquim) - 'The Boys: Metendo o Pé na Porta (Garth Ennis, Russ Braun e Darick Robertson / Devir - The Few and Cursed: Os Corvos de Mana'olana (Felipe Cagno e Fabiano Neves / Timberwolf Entertainment) | [ 22 ] [ 23 ] |
| 2022 | Bendita Cura nº 3 Mário César / independente        | Bendita Cura nº 3 Mário César / independente        | Bendita Cura nº 3 Mário César / independente        | Brasil         | - A Lanterna de Nix (Kan Takahama / Pipoca & Nanquim) - As Crônicas da Era do Gelo nº 1 (Jiro Taniguchi / Pipoca & Nanquim) - Batman: Os Três Coringas (Geoff Johns, Jason Fabok e Brad Anderson / Panini Comics) - Estranhos no Paraíso (Terry Moore / Devir) - Gideon Falls nº 6 (Jeff Lemire, Andrea Sorrentino e Dave Stewart / Mino) - Paper Girls (Brian K. Vaughan e Cliff Chiang / Devir) - Sunny (Taiyo Matsumoto / Devir) - Tinta Fresca: Arte-Final (Digo Freitas e Vinícius Gressana / independente) - Tomie nº 1 (Junji Ito / Pipoca & Nanquim) | [ 24 ] [ 25 ] |
| 2023 | Almanaque Guará Vários autores / Universo Guará     | Almanaque Guará Vários autores / Universo Guará     | Almanaque Guará Vários autores / Universo Guará     | Brasil         | - Greg: o Contador de Histórias (Marcio R. Gotland / Náutilo HQ) - A Lenda de Bóia: Amanara (Léo D. Andrade e Wal Souza / independente) - Holy Avenger: Paladina Volume 2 (Marcelo Cassaro e Erica Awano / Jambô) - Low Volume 2: Antes que o Alvorecer nos Destrua (Rick Remender e Greg Tocchini / Devir) - Mais Forte que a Espada (Hiroshi Hirata / Pipoca & Nanquim) - Ping Pong (Taiyo Matsumoto / JBC) - Turma da Mônica & Garfield (Panini Comics) | [ 26 ] [ 27 ] |
| 2023 | 10 Dias Perdidos Sam Hart / independente            | 10 Dias Perdidos Sam Hart / independente            | 10 Dias Perdidos Sam Hart / independente            | Brasil         | - Greg: o Contador de Histórias (Marcio R. Gotland / Náutilo HQ) - A Lenda de Bóia: Amanara (Léo D. Andrade e Wal Souza / independente) - Holy Avenger: Paladina Volume 2 (Marcelo Cassaro e Erica Awano / Jambô) - Low Volume 2: Antes que o Alvorecer nos Destrua (Rick Remender e Greg Tocchini / Devir) - Mais Forte que a Espada (Hiroshi Hirata / Pipoca & Nanquim) - Ping Pong (Taiyo Matsumoto / JBC) - Turma da Mônica & Garfield (Panini Comics) | [ 26 ] [ 27 ] |